# Іммануїл Валлерстайн
Іммануї́л Мо́ріс Валлерста́йн (англ. Immanuel Wallerstein; 28 вересня 1930, Нью-Йорк — 31 серпня 2019, Нью-Йорк) — американський соціолог та історик, відомий світ-системним підходом, один із лідерів сучасного неомарксизму.

## Освіта та академічна кар'єра
Навчався у Колумбійському університеті. У 1951 році отримав ступінь бакалавра, в 1954 році отримав ступінь магістра, а в 1959 році доктора філософії. З 1959 по 1971 рік викладав на факультеті соціології Колумбійського університету. З 1971 по 1976 рік — професор соціології в Університеті МакГілла (Монреаль, Канада). З 1976 по 1999 рік — почесний професор соціології в Бінгемтонському університеті (штат Нью-Йорк, США). З 2000 року — провідний дослідник у Єльському університеті. З 1994 по 1998 рік займав пост голови Міжнародної соціологічної асоціації.

## Теорія
Валлерстайн розпочав як експерт із питань пост-колоніальної Африки після міжнародно-молодіжної конференції, яку він відвідав 1951 року. До 1970 він обмежувався публікаціями на цю тему, але потім почав набувати статусу історика й теоретика глобальної капіталістичної економіки на макрорівні. Його критика світового капіталізму й заклики до антисистемного руху зробили його сірим кардиналом антиглобалізму як в академічному співтоваристві, так і за його межами, поряд із Ноамом Чомскі та П'єром Бурдьє.
Найважливіша праця Валлерстайна «Сучасна світ-система» вийшла у чотирьох томах 1974, 1980, 1989 та 2011 року. Плануються ще два томи. У цій праці Валлерстайн наголошує на економічних факторах, які на його думку переважають над ідеологічними факторами в глобальній політиці. В основному погляди Валлерстайна визначили три або чотири інтелектуальні джерела впливу:
- Філософ Карл Маркс, слідом за яким він наголошує на домінуванні економічних факторів над ідеологічними. У Маркса він перейняв ідеї дихотомії між капіталом та працею, погляди на стадії економічного розвитку на кшталт феодалізму й капіталізму, віру в накопичення капіталу, діалектику та багато іншого.
- Французький історик Фернан Бродель, який описав розвиток і політичну роль широкої мережі товарного обміну в Європі в період між 1400 та 1800 роками.
- Теорія залежності, насамперед концепції центру та периферії.
- і, можливо, практичний досвід та враження набуті вродовж власної роботи щодо пост-колоніальної Африки.

Валлерстайн стверджував також, що на нього сильно вплинула світова революція 1968 року. Він працював тоді в Колумбійському університеті і брав участь у факультетському комітеті, що намагався знайти розв'язок проблем, піднятих студентськими заворушеннями. У кількох працях він відзначав, що ця революція поклала край лібералізму як ідеології в сучасній світовій системі.
Передбачення Валлерстайном збільшення значення протистояння північ-південь тоді, коли основним світовим конфліктом була холодна війна, заслуговує на особливу увагу.
З 1980 року він відстоює думку, що США є гегемоном у стані занепаду. У 90-х роках з нього за це часто підсміювалися, але після війни в Іраку ця думка набула поширення. Загалом Валлерстайн бачить розвиток світової каліталістичної системи, як загрозу для більшості населення світу. Як і Маркс, Валлерстайн пророкує, що капіталізм буде замінений соціалістичною економікою.
Теорія Валлерстайна викликала жорстку критику не тільки з боку неолібералістів чи консерваторів, але й з боку деяких істориків, які заперечують історичну правдивість деяких із її положень. Критики зауважують, що Валлерстайн має схильність нехтувати культурним виміром, зводячи його до «офіційної ідеології» держав, яку потім можна легко видати за інструмент чисто економічних інтересів. Все ж аналітичний підхід Валлерстайна та суміжних теоретиків, таких як Андре Гундер Франк, Теренс Гопкінс, Самір Амін, Крістофер Чейс-Данн та Джованні Аррігі має значну вагу, виробивши загальну базу підходу. Він викликає значний інтерес прихильників антиглобалізму.
Валлерстайн брав участь і писав про Світовий соціальний форум.

### Світ-система
Теоретизування Валерстайна не фокусується на окремих національних суспільствах, натомість він застосовує категорію світ-система. Поняття «світ» у цьому випадку розуміється не як світ, а як його частина, що являє собою певну окрему цілісність. Просторові зв'язки між суспільствами окреслені межами, що і є межами світ-системи. Всередині цих меж знаходяться центр (ядро), периферія та напівпериферія, вони і становлять собою частини світ-системи. Поза межами — зовнішній простір.
Існує два види світ-системи: світ-економіка та світ-імперія. Ключова відмінність між ними полягає у різних політичних структурах. Світ-імперія є структурою, яка має одну загальну політичну структуру та один загальний розподіл праці. Головним поняттям розробленої Валлерстайном концепції є світ-економіка — система міжнародних зв'язків, заснована на торгівлі.

### Розуміння історії
Історія розглядається Валлерстайном як розвиток різних регіональних світ-систем (світ-економік і світ-імперій), які довгий час конкурували одна з одною, поки європейська (капіталістична) світ-економіка не стала домінуючою. Тим самим Валлерстайн оспорює традиційні (формаційний і цивілізаційний підходи до історії), пропонуючи нову, третю парадигму суспільного розвитку.
Центр (ядро) має гегемонну силу, яка є здатністю держави розповсюджувати свої правила у міждержавну систему не тільки через ринок, але й використовуючи політичний вплив. Але гегемонія — це радше не структура, а процес у часі, бо спочатку певна країна може бути лідером, але згодом у світ-системі може з'явитись інша, яка стане для неї конкурентом і сила буде розподілена між двома, а можливо і більше суб'єктами. Тому гегемонна країна має намагатися стримувати економічне зростання своїх союзників, щоб зберегти власну перевагу, але, з іншого боку, їй необхідно, щоб її союзники були доволі сильними, бо вони виступають для неї ринком. Якщо гегемонна держава занепадає, то це не означає, що вона одразу стає слабкою, навпаки, — на довгий період часу вона залишається лідером у політичній та військовій сфері, але вже не в економічній. Таке послаблення гегемонії провокує зміни у всьому світовому порядку.
Процес інкорпорації у світ-систему або процес «периферізації» полягає у більш детальному розділенні праці між країнами, що провокує об'єднання їх в єдину світ-систему.

### Розуміння капіталізму
Згідно концепції Валлерстайна капіталізм спочатку розвивався як цілісна система світових зв'язків, окремими елементами якої були національні економіки.
Капіталізм зародився в XVI столітті, коли через випадковий збіг обставин у Західній Європі світ-імперії поступилися місцем світ-економіці, заснованій на торгівлі. Капіталістична світ-економіка породила колоніальну експансію західноєвропейських країн, до XIX століття вона придушила всі інші світ-економіки і світ-імперії, залишившись єдиною сучасної світ-системою.
Згідно теорії Валлерстайна, всі країни капіталістичної світ-економіки живуть в одному ритмі, що диктується «довгими хвилями» Кондратьєва.

### Основні поняття
- Центр — це домінуюча географічна зона світ-системи, яка експлуатує інші частини системи.
- Периферія — це зони, які постачають сировину в центральну частину і піддаються експлуатації.
- Напівпериферія — це залишкова зона, що включає ряд регіонів між експлуатуючими і експлуатованими.
- Зовнішній простір — це ті території, звідки світова капіталістічна економіка хотіла отримувати товари, але які були у стані чинити опір імпортуванню промислових товарів з провідних країн світ-системи.

### Статті, перекладені українською
- Про поступ і перехідні епохи (1983) [Архівовано 8 квітня 2014 у Wayback Machine.]
- Насильство і капіталістична світоекономіка (1995) [Архівовано 29 березня 2014 у Wayback Machine.] // Ї.
- Багатоликий европоцентризм (1996) [Архівовано 29 березня 2014 у Wayback Machine.] // Ї.
- Світ 2050 року буде таким, яким ми його створимо (1998) [Архівовано 22 грудня 2016 у Wayback Machine.] // Спільне.
- Нові бунти проти системи (2002) [Архівовано 22 квітня 2017 у Wayback Machine.] // Спільне.
- Структурні кризи (2009) [Архівовано 27 березня 2015 у Wayback Machine.] // Спільне.